# SOLAMEN-Syndrom
Das SOLAMEN-Syndrom, Akronym für Segmentaler Auswuchs (Outgrowth) – Lipomatose – Arteriovenöse Malformation – Epidermal-Naevus-Syndrom, ist ein sehr seltenes angeborenes Fehlbildungssyndrom mit den namensgebenden Hauptmerkmalen und wird zum PTEN-Hamartom-Tumor-Syndrom gezählt.
Die Bezeichnung wurde bei der Erstbeschreibung aus dem Jahre 2007 durch den französischen Dermatologen Frédéric Caux und Mitarbeiter vorgeschlagen.
Stattdessen hat sich die Bezeichnung „PTEN-Hamartom-Tumor-Syndrom“ auch für dieses Krankheitsbild durchgesetzt.
Die Erkrankung kann auch als Variante des Cowden-Syndroms betrachtet werden.

## Verbreitung und Ursache
Die Häufigkeit ist nicht bekannt, die Vererbung erfolgt autosomal-dominant.
Der Erkrankung liegen Mutationen in Form eines Mosaiks im PTEN-Gen auf Chromosom 10 Genort q23.31 zugrunde.

## Klinische Erscheinungen
Zusätzlich zu den typischen Befunden des Cowden-Syndromes finden sich:
- lokaler, mäßig ausgeprägter Riesenwuchs
- Lipohypertrophie
- Gefäßfehlbildungen (Angiome) der Arterien, Venen und Lymphgenfässe
- Epidermaler Nävus